# 英太郎 (新派俳優)
英 太郎（はなぶさ たろう）は、新派俳優の名跡である。

## 初代
初代 英 太郎（1885年1月19日 - 1972年4月3日）は京都府（大阪とも）出身。本名は上田英太郎。俳名は寸魚。
大阪高等商業学校卒業。銀行員を経て、1902年に成美団に入り秋月桂太郎に弟子入りし、1903年に大阪朝日座で「金色夜叉」でデビューその後大阪新派のスターとなる。昭和に入ってから花柳章太郎に譲り、女形には欠かせなかった。1954年、第4回芸能選奨受賞。1979年4月2日の午後、明治座で「太夫(こったい)さん」の薄雲太夫役で出演中に気分が悪くなり病院に搬送。翌日午後3時42分に肝臓がんのため慈恵大附属病院で息を引き取った。
87歳没。
養女は英つや子(本名:上田鳶)。
1968年にはテレビドラマ 東芝日曜劇場「女と味噌汁その11」（TBS、咲村はるな役）にも出演。
- 栄典

　紫綬褒章
　勲四等旭日章など

## 2代目
2代目 英 太郎（1935年10月22日 - 2016年11月11日）は新潟県出身。本名は大久保秋久、旧芸名は大久保彰久。
料亭・芝居小屋の経営者の子として生まれる。1952年6月、新橋演舞場新派公演「築地明石町」で初舞台を踏む。新派の先代英太郎へ弟子入りし、女形芸を学ぶ。花柳章太郎没後、女形役者の立場が悪くなったことなどから、前進座への移籍を考えていた1972年に師・先代英太郎が急逝。松竹及び新派側からの強い慰留と要望を受け、1973年に2代目英太郎を襲名した。確かな演技力と幅広い芸域から、歌舞伎も含め、数多くの外部公演へ女形として出演している。2011年当時では新派唯一の女形であり、花柳章太郎までの新派の特徴であった女形の芸を現代に継承している最後の砦ともいうべき存在であった。活動の中心は舞台に置いているが、1985年放送のNHK大河ドラマ「春の波涛」では市川団升を演じている。
2016年11月11日、虚血性心不全のため死去。81歳没。最後の舞台は、2016年9月新橋演舞場・大阪松竹座での『深川年増』のおよし役だった。

### 受賞歴
- 第5回松尾芸能賞特別賞（1984年）
- 菊田一夫演劇賞（1984年）
- 芸術祭賞（1986年）

### 関連書籍
- 「英もよう 女形ひとすじ 二代目英太郎の生涯」 大久保サチ子（幻冬舎）2020年11月 ISBN 978-4344926394